# Sjur Røthe
Sjur Røthe (* 2. července 1988, Voss) je norský reprezentant v běhu na lyžích. Je trojnásobným mistrem světa.

## Sportovní kariéra
Po letech bolestí zad mu byla v prosinci 2017 diagnostikována Bechtěrevova nemoc, čímž přišel o možnost zúčastnit se olympiády v roce 2018. Díky lékům a speciálně zaměřeným tréninkům se mu podařilo vrátit se k závodění a navázat na úspěšné sezóny 2013/14 a 2016/17.

## Výsledky

### Světový pohár
| Sezóna  | Věk | Sezónní výsledky | Sezónní výsledky | Sezónní výsledky | Sezónní výsledky | Výsledky na Ski Tour | Výsledky na Ski Tour | Výsledky na Ski Tour | Výsledky na Ski Tour |
| Sezóna  | Věk | Celkově          | Distance         | Sprinty          | Nordic Opening   | Tour de Ski          | Ski Tour 2020        | WC Final             | Ski Tour Kanada      |
| ------- | --- | ---------------- | ---------------- | ---------------- | ---------------- | -------------------- | -------------------- | -------------------- | -------------------- |
| 2008/09 | 20  | NC               | NC               | —                | —                | —                    | —                    | —                    | —                    |
| 2009/10 | 21  | 124.             | 79.              | —                | —                | —                    | —                    | —                    | —                    |
| 2010/11 | 22  | 73.              | 41.              | NC               | DNF              | —                    | —                    | —                    | —                    |
| 2011/12 | 23  | 30.              | 25.              | 78.              | 19.              | 26.                  | —                    | 10.                  | —                    |
| 2012/13 | 24  | 13.              | 8.               | 66.              | 13.              | —                    | —                    | 17.                  | —                    |
| 2013/14 | 25  | 7.               | 6.               | NC               | 15.              | 4.                   | —                    | 8.                   | —                    |
| 2014/15 | 26  | 13.              | 11.              | 76.              | 3.               | DNF                  | —                    | —                    | —                    |
| 2015/16 | 27  | 14.              | 12.              | 97.              | 10.              | 6.                   | —                    | —                    | —                    |
| 2016/17 | 28  | 9.               | 6.               | NC               | 13.              | 11.                  | —                    | 7.                   | —                    |
| 2017/18 | 29  | 28.              | 12.              | NC               | —                | DNF                  | —                    | 8.                   | —                    |
| 2018/19 | 30  | 3.               | 2.               | 89.              | 2.               | 4.                   | —                    | 10.                  | —                    |
| 2019/20 | 31  | 5.               | 2.               | 43.              | 8.               | 4.                   | 9.                   | —                    | —                    |
| 2020/21 | 32  | 21.              | 12.              | NC               | 16.              | —                    | —                    | —                    | —                    |
| 2021/22 | 33  | 13.              | 6.               | NC               | —                | 11.                  | —                    | —                    | —                    |
| 2022/23 | 34  |                  |                  |                  | —                | 7.                   | —                    | —                    | —                    |

### Výsledky na OH
| Rok  | Věk | 15 km | 30 km skiatlon | 50 km hromadný start | sprint | 4 × 10 km štafeta | sprint dvojic |
| ---- | --- | ----- | -------------- | -------------------- | ------ | ----------------- | ------------- |
| 2014 | 25  | —     | 19.            | —                    | —      | —                 | —             |
| 2022 | 33  | —     | DNF            | 5.                   | —      | —                 | —             |

### Výsledky na MS
- 6 medailí – (3 zlata, 3 bronzy)

| Rok  | Věk | 15 km | 30 km skiatlon | 50 km hromadný start | sprint | 4 × 10 km štafeta | sprint dvojic |
| ---- | --- | ----- | -------------- | -------------------- | ------ | ----------------- | ------------- |
| 2011 | 22  | 21.   | 14.            | 4.                   | —      | —                 | —             |
| 2013 | 24  | 5.    | 3.             | 17.                  | —      | 1.                | —             |
| 2015 | 26  | 9.    | DNF            | —                    | —      | —                 | —             |
| 2017 | 28  | —     | 4.             | 6.                   | —      | —                 | —             |
| 2019 | 30  | 7.    | 1.             | 3.                   | —      | 1.                | —             |
| 2021 | 32  | 6.    | 6.             | —                    | —      | —                 | —             |
| 2023 | 34  |       | 3.             |                      | —      |                   | —             |